# Martin Ulrich (Kanute)
Martin Ulrich (* 29. März 1985 in Troisdorf) ist ein deutscher Wildwasser-Kanute, der für den Kanu Club Delphin Siegburg startet.
Bei den Europameisterschaften 2007 in Bihać (Bosnien und Herzegowina) gewann Ulrich im Zweier-Canadier im Teamwettbewerb den Titel.

## Sportliche Erfolge im Überblick
- Deutscher Meister (2007)[1]
- 1. Platz Wildwasser-Kanu-Europameisterschaft Teamwertung Zweier-Canadier (2007)[2]
- 2. Platz Wildwasser-Kanu-Europameisterschaft Zweier-Canadier (2007)[2]
- 7. Platz Wildwasser-Kanu-Weltmeisterschaft Einer-Canadier (2008)
- 3. Platz Deutsche Wildwassermeisterschaft Zweier-Canadier (2008)[3]
- 3. Platz Deutsche Wildwassermeisterschaft Einer-Canadier (2008)[3]